# Revolutionshochzeit (1928)
Revolutionshochzeit ist ein deutscher Schwarzweißfilm aus dem Jahr 1928. Das Filmdrama wurde von A. W. Sandberg gedreht. Alternative Titel des Films sind Die große Liebe (Revolutionshochzeit) und Das Leben für eine Liebesnacht.

## Handlung
Der Film spielt in den 1790er Jahren während der Französischen Revolution. Alaine de l’Estelle und ihre Kammerzofe Leontine versuchen, aus Paris zu fliehen. Alaine wird von ihrem Verlobten, Ernest de Tresailles, nahe dem Schloss Trionville erwartet. Alaine und Leontine erhalten unerwartet Hilfe von Marc Aron, einem Oberstleutnant der Revolutionsarmee. Dieser ist Mitglied der Jakobinertruppe, die direkt nach der Hochzeit von Ernest und Alaine Trionville besetzen. Aus Liebe zu Alaine versucht Marc Aron Ernest zu helfen und wird in der Folge selbst verhaftet und hingerichtet.

## Hintergrund
Der Film Revolutionshochzeit ist eine Adaption des gleichnamigen Schauspiels von Sophus Michaelis aus dem Jahr 1906. Er wurde von dem Berliner Unternehmen Terra-Film AG produziert. Die Dreharbeiten fanden im Terra-Glashaus und der Umgebung von Paris statt. Nach Durchlaufen der Reichsfilmzensur, die dem Film das Prädikat „Volksbildend“ verlieh, wurde er am 3. Oktober 1928 in Berlin (Mozartsaal) uraufgeführt. In den darauffolgenden Wochen lief er in weiteren Ländern Europas an, später weltweit.
Nachdem der Film in den Kinos gelaufen war, geriet er in Vergessenheit. Bis zur deutschen Wiederaufführung dauerte es über 60 Jahre. Aus den Sammlungen der Cinémathèque de Toulouse gelangte 2010 eine Kopie des Films, die aus Moskau stammte, zum Filmmuseum Potsdam. Dort wurde der Stummfilm am 26. März 2011 mit Begleitung durch eine Welte-Kinoorgel erstmals wieder aufgeführt.

## Rezeption
Die zeitgenössische Kritik fiel sehr positiv aus. Der Film wurde als „Spitzenwerk“, „Großfilm“ und „großer Revolutionsfilm“ bezeichnet. Gelobt wurden unter anderem der Mut zum tragischen Ende und die darstellerische Leistung von Gösta Ekman. Auch beim Publikum war der Film beliebt. In der kanonisierten Filmgeschichtsschreibung wird er bei der Betrachtung deutscher Spielfilme mit dem Sujet Französische Revolution jedoch kaum berücksichtigt. Birgit Acar vom Filmmuseum Potsdam urteilte, es sei ein „sehr sehenswerter, berührender Film“, der durch häufige Wendungen Spannung erzeuge, auch wenn er das Thema Revolution zu Gunsten einer dramatischen Handlung instrumentalisiere und „für den heutigen Zuschauer eine Überdosis an Pathos, Edelmut und Heldentum“ bereithalte.